# Freie Bürger Union
Freie Bürger Union (Kurzbezeichnung: FBU) ist der Name einer 1992 gegründeten Kleinpartei und verschiedener zum Teil daraus hervorgegangener Wählergruppen.
Die FBU bestand anfangs hauptsächlich aus rechtskonservativ oder nationalliberal orientierten Kommunalpolitikern, hauptsächlich ehemalige Abgeordneten der CSU. Inzwischen ist die Partei nationalistisch und fremdenfeindlich und wird vom Verfassungsschutz Saarland beobachtet.
Daneben bestehen unter anderem in Solingen und Bobingen Wählergruppen mit identischem Namen, die mit der Kleinpartei in keiner Beziehung stehen.

## Partei
Die Partei Freie Bürger Union wurde 1992 von Ortwin Lowack und Hermann Knipfer gegründet. Knipfer war bis 1986 für die CSU Mitglied des Bayerischen Landtags, hatte die CSU 1989 verlassen und 1990 die Augsburger Bürger Union gegründet. Lowack war für die CSU gewählter, ab 1991 aber fraktions- und parteiloser Bundestagsabgeordneter. Lowack wurde Bundesvorsitzender der FBU (bis 2002). Die FBU zog insbesondere bürgerlich-konservativ oder rechtsliberal orientierte örtliche Kommunalpolitiker und -aktivisten an, zum Teil ehemalige Mandatsträger der CDU/CSU.
Anfangs hatte die FBU ihren Schwerpunkt in Bayern, es wurden aber auch Landesverbände in Baden-Württemberg und dem Saarland bzw. Rheinland-Pfalz (bis 2008 als LV Saar-Pfalz) gegründet. Die FBU trat zur Landtagswahl in Bayern 1994 an, erreichte aber nur 0,36 % der gültigen Stimmen. Bei der kurz darauf stattfindenden Bundestagswahl 1994 traten nur Einzelkandidaten für die FBU an.
Vom Bund freier Bürger (BFB) des Nationalliberalen Manfred Brunner wurde 1995 ergebnislos versucht, die örtlichen FBU-Gruppen für eine größere rechtsliberale Bewegung zu sammeln.
Bei der Landtagswahl in Bayern 1998 kam die FBU nur auf 0,20 % der Stimmen.
Dagegen konnte die FBU bei Kommunalwahlen diverse Mandate gewinnen. So war insbesondere Lowack für die FBU von 1996 bis 2008 im Stadtrat von Bayreuth, Knipfer bis zu seinem Tode 2006 im Stadtrat von Augsburg.
2003 schloss sich der Wählerbund Deutschland (1996 von ehemaligen BFB-Mitgliedern gegründet) der FBU an.
Die Partei rückte weiter nach rechts und wurde zunehmend von Personen aus dem LV Saarland dominiert. Neuer Bundesvorsitzender war der Saarländer Axel Enders.
Die FBU Augsburg zerfiel 2008, wobei sich zwei Gruppen um den Namen FBU stritten. Die Bayreuther FBU trat 2008 nicht mehr zu Kommunalwahl an.
Der Bundeswahlausschuss verneinte am 17. Juli 2009 die Parteieigenschaft, sodass die FBU nicht zur Bundestagswahl 2009 zugelassen wurde.
Im August 2009 erhielt die Partei bei der Landtagswahl im Saarland 0,1 % der Wählerstimmen.
2010 trat Axel Enders als Bundesvorsitzender zurück. Neuer Vorsitzender wurde 2012 Detlef Klicker. Im April 2014 wurde der bayerische Landesvorsitzende Walter Pfleiderer neuer Bundesvorsitzender.
2014 trat die FBU Vaterstetten gemeinsam mit der AfD zur Kommunalwahl an. 2015 suchte auch der Landesverband Saar die Nähe zur AfD. Die FBU wird seit 2015 vom saarländischen Verfassungsschutz beobachtet.
Bei der Landtagswahl im Saarland 2017 trat die FBU Saar in einem von drei Wahlkreisen an und erreichte 51 Stimmen (0,01 %).

## Lokale Wählervereinigungen
Aus der Partei heraus entstanden diverse weitere lokale Wählervereinigungen, die nur lose von der Partei zusammengehalten wurden. Teilweise wurde nur der Name übernommen, insbesondere außerhalb Bayerns. Orts-/Kreisverbände der Partei mit lokalen Mandaten gab es außer in Bayreuth und Augsburg auch in Schweinfurt und Vaterstetten.
Dagegen ist die FBU Solingen ein eigener eingetragener Verein, die FBU Herrsching bezeichnete sich als Wählergemeinschaft. Die FBU Bobingen wurde bereits 1989 als eigenständiger und eingetragener Verein gegründet, der ausschließlich in Bobingen aktiv ist. Die FBU Bobingen unterhält keinerlei Kontakte mit den anderen FBU-Gruppierungen.

### FBU-Gruppen mit kommunalen Mandaten
- FBU Bobingen (ein Sitz seit 1990, zwei Sitze seit 2008, vier Sitze und 3. Bürgermeister seit 2020)
- FBU Großaitingen (ein Sitz mindestens seit 2014)
- FBU Solingen (ein Sitz seit 2009)
- FBU Vaterstetten (zwei Sitze in gemeinsamer Liste mit AfD 2014–2020, zuvor einen Sitz)
- FBU Wernberg-Köblitz (ein Sitz in Listenvereinigung mit ÖDP mindestens seit 2014)
- FBU Augsburg (zwei Sitze 1996–2002, ein Sitz 2002–2008, früher Augsburger Bürger Union)
- FBU Bayreuth (zwei Sitze 1996–2002, ein Sitz 2002–2008)
- FBU Schweinfurt (zwei Sitze 1966–2014)
- FBU Kaiserslautern (zwei Sitze 2004–2009, ein Sitz 2009–2019)
- FBU Herrsching (drei Sitze 2002–2014, früher ?)